# Lijst van voetbalinterlands Algerije - Jordanië
Deze lijst van voetbalinterlands is een overzicht van alle officiële voetbalwedstrijden tussen de nationale teams van Algerije en Jordanië. De landen hebben tot op heden drie keer tegen elkaar gespeeld. De eerste ontmoeting, een vriendschappelijke wedstrijd, werd gespeeld in Damascus (Syrië) op 28 september 1974. Het laatste duel, eveneens een vriendschappelijke wedstrijd, vond plaats op 30 mei 2004 in Annaba.

## Wedstrijden
| № | Plaats   | Datum             | Competitie            | Wedstrijd           | Uitslag |
| - | -------- | ----------------- | --------------------- | ------------------- | ------- |
| 1 | Damascus | 28 september 1974 | Vriendschappelijk     | Jordanië − Algerije | 0 − 6   |
| 2 | Amman    | 14 juli 1988      | Arab Nations Cup 1988 | Jordanië − Algerije | 2 − 1   |
| 3 | Annaba   | 30 mei 2004       | Vriendschappelijk     | Algerije − Jordanië | 1 − 1   |

## Samenvatting
| Competitie        | Totaal gespeeld | Winst Algerije | Gelijk | Winst Jordanië | Doelsaldo Algerije – Jordanië |
| ----------------- | --------------- | -------------- | ------ | -------------- | ----------------------------- |
| Arab Nations Cup  | 1               | 0              | 0      | 1              | 1 − 2                         |
| Vriendschappelijk | 2               | 1              | 1      | 0              | 7 − 1                         |
| Totaal            | 3               | 1              | 1      | 1              | 8 − 3                         |

Wedstrijden bepaald door strafschoppen worden, in lijn met de FIFA, als een gelijkspel gerekend.